# Pisania
Pisania là một chi ốc biển, là động vật thân mềm chân bụng sống ở biển trong họ Buccinidae.

## Các loài
Theo Cơ sở dữ liệu sinh vật biển (WoRMS) loài có tên được chấp nhận trong chi Pisania gồm có:
- Pisania angusta Smith, 1899
- Pisania bernardoi Costa & dos Santos Gomes, 1998[5]
- Pisania bilirata (Reeve, 1846)
- Pisania cingulatum Reeve, 1846
- Pisania crocata [6]
- Pisania decollata (Sowerby I, 1833)
- Pisania fasciculata (Reeve, 1846)[7]
- Pisania gracilis (Sowerby, 1859)
- Pisania hedleyi (Iredale, 1912)
- Pisania hermannseni A. Adams, 1855
- Pisania ignea (Gmelin, 1790)[8]
- Pisania jenningsi (Cernohorsky, 1966)
- Pisania lirocincta G.B. Sowerby, 1910
- Pisania luctuosa Tapparone-Canefri, 1880[9]
- Pisania pusio (Linnaeus, 1758)[10]
- Pisania rosadoi Bozzetti & Ferrario, 2005[11]
- Pisania scholvieni Rolle, 1892
- Pisania solomonensis E.A.Smith, 1876
- Pisania striata (Gmelin, 1791)[12]
- Pisania sugimotoi (Habe, 1968-b)
- Pisania tritonoides (Reeve, 1846)
- Pisania truncatus Hinds[13]
- 'Pisania unicolor (Angas, 1876)

Cơ sở dữ liệu Indo-Pacific Molluscan cũng ghi nhận các loài sau với danh pháp đang sử dụng 
- Pisania amphodon van Martens, 1880
- Pisania crenilabrum A. Adams, 1855
- Pisania naevosa Martens, 1880

The Shell-bearing Mollusca database also adds the following names 
- Pisania auritula Link, 1807 East America
- Pisania australis W. H. Pease, 1871 Australia
- Pisania billeheusti Petit, quần đảo 1946 Hawaiian
- Pisania brevialaxe T. Kuroda & T. Habe, 1961 Australia
- Pisania clathrata Dautzenberg & Fischer, 1906 Morocco
- Pisania ferrea L. A. Reeve, 1847 hải vực Ấn Độ Dương-Thái Bình Dương
- Pisania grimaldii Ph. Dautzenberg, 1889 Australia
- Pisania hermanseni A. Adams, 1855 China
- Pisania mollis A. A. Gould, 1860 hải vực Ấn Độ Dương-Thái Bình Dương
  - Pisania pusio janeirensis d'Orbigny, 1835 Brazil
- Pisania tincta T. A. Conrad, 1846 East America

Synonymized species
- Pisania d'orbignyi Payraudeau[16]: đồng nghĩa của Pollia dorbignyi (Payraudeau, 1826)
- Pisania gaskelli Melvill, 1891: đồng nghĩa của Orania gaskelli (Melvill, 1891)
- Pisania laevigata Bivona-Bernardi, 1832: đồng nghĩa của Mitrella scripta (Linnaeus, 1758)
- Pisania rubiginosa Reeve[17]: đồng nghĩa của Pollia rubiginosa (Reeve, 1846)
- Pisania schoutanica tháng 5 năm 1910: đồng nghĩa của Fusus schoutanicus (May, 1910)